# Llista d'asteroides/146001-146100
| Nom      | Designació provisional | Data de descobriment | Lloc de descobriment | Descobridor/s               |
| -------- | ---------------------- | -------------------- | -------------------- | --------------------------- |
| 146001 - | 2000 CK42              | 2 de febrer de 2000  | Socorro              | LINEAR                      |
| 146002 - | 2000 CT42              | 2 de febrer de 2000  | Socorro              | LINEAR                      |
| 146003 - | 2000 CT52              | 2 de febrer de 2000  | Socorro              | LINEAR                      |
| 146004 - | 2000 CN55              | 4 de febrer de 2000  | Socorro              | LINEAR                      |
| 146005 - | 2000 CE56              | 4 de febrer de 2000  | Socorro              | LINEAR                      |
| 146006 - | 2000 CR64              | 3 de febrer de 2000  | Socorro              | LINEAR                      |
| 146007 - | 2000 CA67              | 6 de febrer de 2000  | Socorro              | LINEAR                      |
| 146008 - | 2000 CY74              | 2 de febrer de 2000  | Uenohara             | N. Kawasato                 |
| 146009 - | 2000 CR76              | 10 de febrer de 2000 | Višnjan Observatory  | K. Korlević                 |
| 146010 - | 2000 CN78              | 8 de febrer de 2000  | Kitt Peak            | Spacewatch                  |
| 146011 - | 2000 CM84              | 4 de febrer de 2000  | Socorro              | LINEAR                      |
| 146012 - | 2000 CK89              | 4 de febrer de 2000  | Socorro              | LINEAR                      |
| 146013 - | 2000 CO98              | 8 de febrer de 2000  | Kitt Peak            | Spacewatch                  |
| 146014 - | 2000 CD104             | 12 de febrer de 2000 | Socorro              | LINEAR                      |
| 146015 - | 2000 CV111             | 6 de febrer de 2000  | Socorro              | LINEAR                      |
| 146016 - | 2000 CS115             | 1 de febrer de 2000  | Catalina             | CSS                         |
| 146017 - | 2000 CX120             | 5 de febrer de 2000  | San Marcello         | A. Boattini, L. Tesi        |
| 146018 - | 2000 CB121             | 2 de febrer de 2000  | Socorro              | LINEAR                      |
| 146019 - | 2000 CM138             | 5 de febrer de 2000  | Kitt Peak            | Spacewatch                  |
| 146020 - | 2000 CA144             | 5 de febrer de 2000  | Kitt Peak            | Spacewatch                  |
| 146021 - | 2000 DB4               | 28 de febrer de 2000 | Socorro              | LINEAR                      |
| 146022 - | 2000 DF5               | 28 de febrer de 2000 | Socorro              | LINEAR                      |
| 146023 - | 2000 DX25              | 29 de febrer de 2000 | Socorro              | LINEAR                      |
| 146024 - | 2000 DS26              | 29 de febrer de 2000 | Socorro              | LINEAR                      |
| 146025 - | 2000 DY29              | 29 de febrer de 2000 | Socorro              | LINEAR                      |
| 146026 - | 2000 DJ40              | 29 de febrer de 2000 | Socorro              | LINEAR                      |
| 146027 - | 2000 DC60              | 29 de febrer de 2000 | Socorro              | LINEAR                      |
| 146028 - | 2000 DG64              | 29 de febrer de 2000 | Socorro              | LINEAR                      |
| 146029 - | 2000 DK65              | 29 de febrer de 2000 | Socorro              | LINEAR                      |
| 146030 - | 2000 DM66              | 29 de febrer de 2000 | Socorro              | LINEAR                      |
| 146031 - | 2000 DL70              | 29 de febrer de 2000 | Socorro              | LINEAR                      |
| 146032 - | 2000 DV71              | 29 de febrer de 2000 | Socorro              | LINEAR                      |
| 146033 - | 2000 DS83              | 28 de febrer de 2000 | Socorro              | LINEAR                      |
| 146034 - | 2000 DT87              | 29 de febrer de 2000 | Socorro              | LINEAR                      |
| 146035 - | 2000 DG88              | 29 de febrer de 2000 | Socorro              | LINEAR                      |
| 146036 - | 2000 DF89              | 26 de febrer de 2000 | Kitt Peak            | Spacewatch                  |
| 146037 - | 2000 DF93              | 28 de febrer de 2000 | Socorro              | LINEAR                      |
| 146038 - | 2000 DY104             | 29 de febrer de 2000 | Socorro              | LINEAR                      |
| 146039 - | 2000 DA108             | 28 de febrer de 2000 | Socorro              | LINEAR                      |
| 146040 - | 2000 DV114             | 27 de febrer de 2000 | Kitt Peak            | M. W. Buie                  |
| 146041 - | 2000 EN2               | 3 de març de 2000    | Socorro              | LINEAR                      |
| 146042 - | 2000 ET4               | 2 de març de 2000    | Kitt Peak            | Spacewatch                  |
| 146043 - | 2000 ET7               | 2 de març de 2000    | Višnjan Observatory  | K. Korlević                 |
| 146044 - | 2000 EB10              | 3 de març de 2000    | Socorro              | LINEAR                      |
| 146045 - | 2000 ET11              | 4 de març de 2000    | Socorro              | LINEAR                      |
| 146046 - | 2000 ES13              | 5 de març de 2000    | Socorro              | LINEAR                      |
| 146047 - | 2000 EC17              | 3 de març de 2000    | Socorro              | LINEAR                      |
| 146048 - | 2000 EX17              | 4 de març de 2000    | Socorro              | LINEAR                      |
| 146049 - | 2000 EK30              | 5 de març de 2000    | Socorro              | LINEAR                      |
| 146050 - | 2000 ED44              | 9 de març de 2000    | Socorro              | LINEAR                      |
| 146051 - | 2000 EU82              | 5 de març de 2000    | Socorro              | LINEAR                      |
| 146052 - | 2000 ES86              | 8 de març de 2000    | Socorro              | LINEAR                      |
| 146053 - | 2000 EO96              | 12 de març de 2000   | Socorro              | LINEAR                      |
| 146054 - | 2000 EB101             | 12 de març de 2000   | Kitt Peak            | Spacewatch                  |
| 146055 - | 2000 EO114             | 9 de març de 2000    | Kvistaberg           | Uppsala-DLR Asteroid Survey |
| 146056 - | 2000 EP123             | 11 de març de 2000   | Anderson Mesa        | LONEOS                      |
| 146057 - | 2000 EM137             | 7 de març de 2000    | Socorro              | LINEAR                      |
| 146058 - | 2000 EA171             | 5 de març de 2000    | Socorro              | LINEAR                      |
| 146059 - | 2000 ER181             | 4 de març de 2000    | Socorro              | LINEAR                      |
| 146060 - | 2000 EH196             | 3 de març de 2000    | Socorro              | LINEAR                      |
| 146061 - | 2000 FG7               | 29 de març de 2000   | Kitt Peak            | Spacewatch                  |
| 146062 - | 2000 FU22              | 29 de març de 2000   | Socorro              | LINEAR                      |
| 146063 - | 2000 FU50              | 29 de març de 2000   | Kitt Peak            | Spacewatch                  |
| 146064 - | 2000 FC58              | 26 de març de 2000   | Anderson Mesa        | LONEOS                      |
| 146065 - | 2000 FW60              | 29 de març de 2000   | Socorro              | LINEAR                      |
| 146066 - | 2000 FO63              | 29 de març de 2000   | Socorro              | LINEAR                      |
| 146067 - | 2000 GQ35              | 5 d'abril de 2000    | Socorro              | LINEAR                      |
| 146068 - | 2000 GE64              | 5 d'abril de 2000    | Socorro              | LINEAR                      |
| 146069 - | 2000 GL85              | 3 d'abril de 2000    | Socorro              | LINEAR                      |
| 146070 - | 2000 GA87              | 4 d'abril de 2000    | Socorro              | LINEAR                      |
| 146071 - | 2000 GQ90              | 4 d'abril de 2000    | Socorro              | LINEAR                      |
| 146072 - | 2000 GR90              | 4 d'abril de 2000    | Socorro              | LINEAR                      |
| 146073 - | 2000 GT94              | 5 d'abril de 2000    | Socorro              | LINEAR                      |
| 146074 - | 2000 GV111             | 3 d'abril de 2000    | Anderson Mesa        | LONEOS                      |
| 146075 - | 2000 GC116             | 8 d'abril de 2000    | Socorro              | LINEAR                      |
| 146076 - | 2000 GR158             | 7 d'abril de 2000    | Anderson Mesa        | LONEOS                      |
| 146077 - | 2000 GZ158             | 7 d'abril de 2000    | Socorro              | LINEAR                      |
| 146078 - | 2000 GT169             | 3 d'abril de 2000    | Anderson Mesa        | LONEOS                      |
| 146079 - | 2000 GW176             | 3 d'abril de 2000    | Kitt Peak            | Spacewatch                  |
| 146080 - | 2000 HV3               | 26 d'abril de 2000   | Kitt Peak            | Spacewatch                  |
| 146081 - | 2000 HU14              | 27 d'abril de 2000   | Socorro              | LINEAR                      |
| 146082 - | 2000 HX29              | 28 d'abril de 2000   | Socorro              | LINEAR                      |
| 146083 - | 2000 HH43              | 29 d'abril de 2000   | Socorro              | LINEAR                      |
| 146084 - | 2000 HG62              | 25 d'abril de 2000   | Kitt Peak            | Spacewatch                  |
| 146085 - | 2000 HE73              | 27 d'abril de 2000   | Anderson Mesa        | LONEOS                      |
| 146086 - | 2000 JH4               | 1 de maig de 2000    | Kitt Peak            | Spacewatch                  |
| 146087 - | 2000 JS13              | 6 de maig de 2000    | Socorro              | LINEAR                      |
| 146088 - | 2000 JO33              | 7 de maig de 2000    | Socorro              | LINEAR                      |
| 146089 - | 2000 KY5               | 27 de maig de 2000   | Socorro              | LINEAR                      |
| 146090 - | 2000 KS19              | 28 de maig de 2000   | Socorro              | LINEAR                      |
| 146091 - | 2000 KN35              | 27 de maig de 2000   | Socorro              | LINEAR                      |
| 146092 - | 2000 KY39              | 25 de maig de 2000   | Kitt Peak            | Spacewatch                  |
| 146093 - | 2000 KA43              | 25 de maig de 2000   | Kitt Peak            | Spacewatch                  |
| 146094 - | 2000 KD83              | 24 de maig de 2000   | Anderson Mesa        | LONEOS                      |
| 146095 - | 2000 OR12              | 23 de juliol de 2000 | Socorro              | LINEAR                      |
| 146096 - | 2000 OY15              | 23 de juliol de 2000 | Socorro              | LINEAR                      |
| 146097 - | 2000 PK7               | 2 d'agost de 2000    | Socorro              | LINEAR                      |
| 146098 - | 2000 PX7               | 3 d'agost de 2000    | Socorro              | LINEAR                      |
| 146099 - | 2000 PX25              | 4 d'agost de 2000    | Haleakala            | NEAT                        |
| 146100 - | 2000 PM26              | 5 d'agost de 2000    | Haleakala            | NEAT                        |